# Cua de jonc bec-roig
El cua de jonc bec-roig (Phaethon aethereus) és un ocell marí de la família dels faetòntids (Phaetontidae). La major de les tres espècies del gènere Phaethon.

## Morfologia

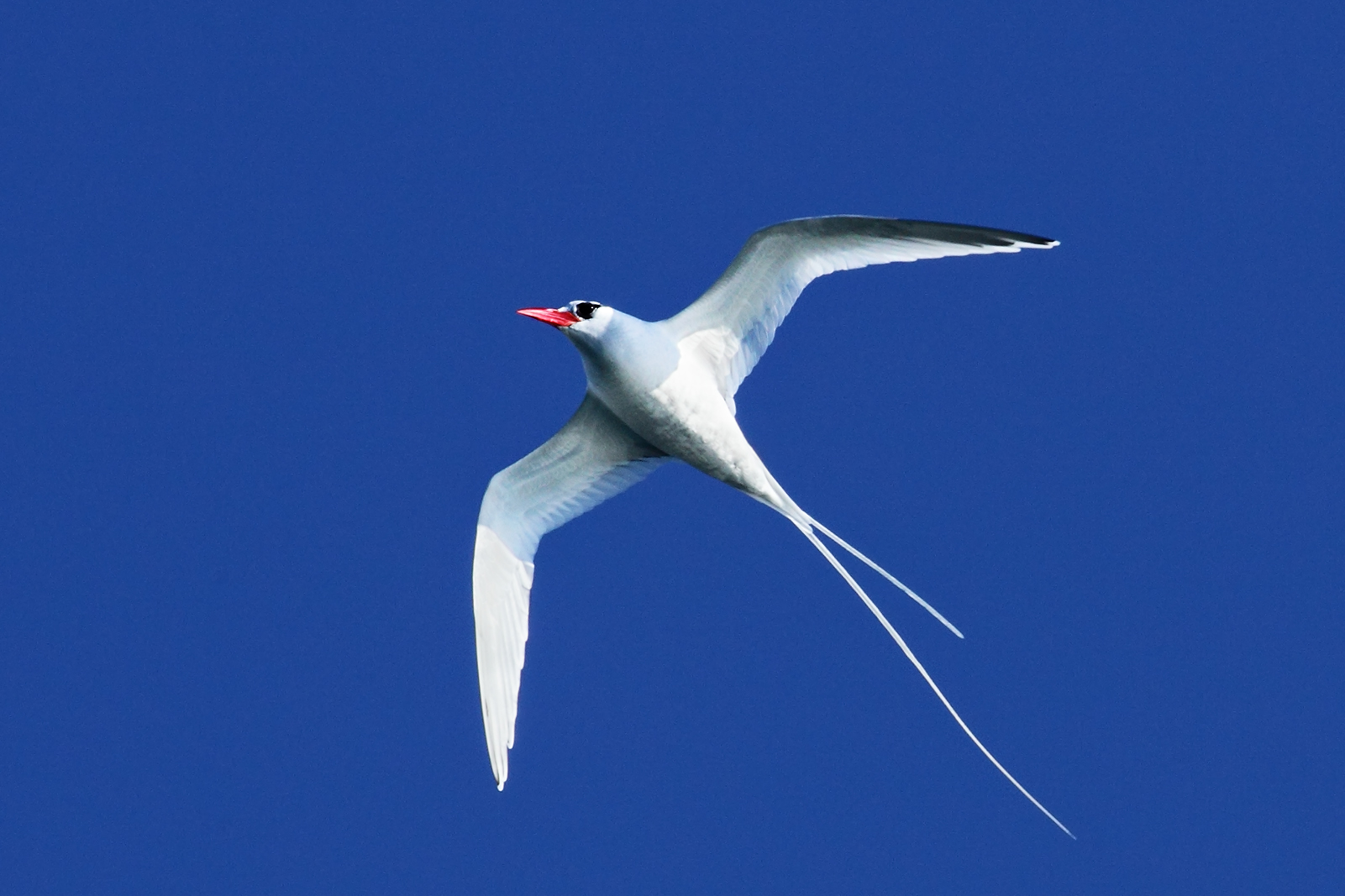
Cuajonc bec-roig en vol, mostrant les llargues plomes caudals blanques

- Fa una llargària de 90–105 cm, incloent-hi les llargues plomes centrals de la cua, amb uns 35 cm. Envergadura 100 -110 cm.
- Color general blanc amb fines vires negres per sobre. Una banda negra li travessa l'ull. Primàries de la punta de l'ala negres.
- Bec fort, una mica corbat i acabat en punta, de color roig viu. Potes grisenques amb membrana interdigital negra.
- Les dues plomes caudals centrals, allargades, blanques.
- Els joves no tenen plomes caudals llargues i el bec és groc.

## Hàbitat i distribució
Ocell d'hàbits pelàgics, que viu a les zones tropicals i subtropicals de tots els oceans. Cria en illes petites, en penya-segats costaners o caus a prop de la costa, a la costa americana, des de les illes del golf de Califòrnia cap al sud fins al Perú, incloent-hi les Illes Galápagos, Illes del Carib, Brasil i de la costa africana de l'Atlàntic, i també de l'Índic, al mar Roig, el golf d'Aden i el golf Pèrsic.

## Alimentació
Com la resta dels faetons, s'alimenta de peixos i calamars.

## Reproducció
Ponen un únic ou, que coven durant uns 45 dies.

## Llista de subespècies
- P. a. aethereus Linnaeus 1758. Cria a les illes Fernando de Noronha, Ascensió i St. Helena, a l'Atlàntic Meridional.
- P. a. indicus Hume 1876. Mar Roig, Golf Pèrsic i Golf d'Aden.
- P. a. mesonauta Peters,JL 1930. Zona tropical i subtropical del Pacífic oriental, Carib i Oceà Atlàntic.